# 12. San-marinesisches Kabinett
Das 12. Kabinett setzte sich aus Partito Democratico Cristiano Sammarinese (PDCS) und Partito Socialista Democratico Indipendente Sammarinese (PSDIS) zusammen und regierte San Marino vom 29. September 1959 bis zum 29. Oktober 1964. Der PDCS stellte sechs, PSDIS stellte je vier Minister.
Nach der Parlamentswahl vom 13. September 1959 – der ersten nach den Auseinandersetzungen von Rovereta – erhielt die seit 1957 regierende Koalition aus PDCS und PSDIS 36 von 60 Sitzen. Diese Koalition wurde auch nach der Parlamentswahl 1964 fortgesetzt.

## Liste der Minister
Die san-marinesische Verfassung kennt keinen Regierungschef, im diplomatischen Protokoll nimmt der Außenminister die Rolle des Regierungschefs ein.
| Amt                  | Minister                         | Partei | Amtszeit                               |
| -------------------- | -------------------------------- | ------ | -------------------------------------- |
| Auswärtiges          | Federico Bigi                    | PDCS   | 29. September 1959 – 29. Oktober 1964  |
| Inneres und Finanzen | Marino Waldes Franciosi          | PSDIS  | 29. September 1959 – 4. Oktober 1960   |
| Inneres und Finanzen | Gian Luigi Berti (kommissarisch) | PDCS   | 4. Oktober 1960 – 5. Dezember 1961     |
| Inneres              | Gian Luigi Berti                 | PDCS   | 5. Dezember 1961 – 29. Oktober 1964    |
| Finanzen             | Pietro Giancecchi                | PSDIS  | 12. Dezember 1961 – 29. Oktober 1964   |
| Bildung und Justiz   | Ferruccio Piva                   | PDCS   | 29. September 1959 – 5. Dezember 1960  |
| Bildung und Justiz   | Alvaro Casali                    | PSDIS  | 12. Dezember 1960 – 29. Oktober 1964   |
| Öffentliche Arbeiten | Domenico Forcellini              | PDSIS  | 29. September 1959 – 29. Oktober 1964  |
| Kommunikation        | Pietro Reffi                     | PDCS   | 29. September 1959 – 12. Dezember 1961 |
| Kommunikation        | Stelio Montironi                 | PSDIS  | 12. Dezember 1961 – 29. Oktober 1964   |
| Gesundheit           | Stelio Montironi                 | PSDIS  | 29. September 1959 – 12. Dezember 1961 |
| Gesundheit           | Pio Domenico Galassi             | PSDIS  | 12. Dezember 1961 – 1. August 1963     |
| Gesundheit           | Eusebio Reffi                    | PSDIS  | 1. August 1963 – 29. Oktober 1964      |
| Soziales             | Giovanni Zaccaria Savoretti      | PDCS   | 29. September 1959 – 5. Dezember 1961  |
| Soziales             | Nelson Della Balda               | PDCS   | 5. Dezember 1961 – 29. Oktober 1964    |
| Industrie und Arbeit | Gian Luigi Berti                 | PDCS   | 29. September 1959 – 12. Dezember 1961 |
| Tourismus            | Pietro Gianecchi                 | PSDIS  | 29. September 1959 – 12. Dezember 1961 |
| Tourismus            | Pietro Reffi                     | PDCS   | 12. Dezember 1961 – 29. Oktober 1964   |
| Landwirtschaft       | Marino Benedetto Belluzzi        | PDCS   | 29. September 1959 – 29. Oktober 1964  |

### Bemerkungen
1. ↑  Segretario di Stato per gli Affari Esteri e Politici (bis 12. Dezember 1961)
† Segretario di Stato per gli Affari Esteri e Politici e Deputato per l’Industria (ab 12. Dezember 1961)
2. ↑  Segretario di Stato per gli Affari Interni e Finanze
3. ↑  Segretario di Stato per gli Affari Interni e Deputato per il Lavora, l’Artigianato e il Commercio (5. bis 12. Dezember 1961)
† Segretario di Stato per gli Affari Interni e Deputato per il Lavora, l’Artigianato e il Commercio (ab 12. Dezember 1961)
4. ↑  Vice Segretario di Stato Affari Interni e Finanze
5. ↑  Deputato per la Pubblica Istruzione, la Giustizia e il Culto
6. ↑  Deputato per i Lavori Pubblici
7. ↑  Deputato per le Communicazioni
8. ↑  Deputato per l’Igiene e la Sanità
9. ↑  Deputato per la Previdenza e l’Assistenza (bis 12. Dezember 1961)
† Deputato per la Previdenza l’Assistenza e la Sicurezza Sociale (ab 12. Dezember 1961)
10. ↑  Deputato per l’Industria e il Lavoro
11. ↑  Deputato per il Turismo, lo Sport e lo Spettacolo
12. ↑  Deputato per l’Agricultura

## Veränderungen
Innen- und Finanzminister Franciosi erklärte am 1. Oktober 1960 seinen Rücktritt. Für ihn zog Alvaro Casali am 6. Dezember 1960 ins Kabinett ein, jedoch noch ohne Ressortzuständigkeit. Berti übernahm kommissarisch ab dem 4. Oktober 1960 das Innen-/Finanzressort.
Erst am 4. Oktober 1961 wurde das Innenministerium von Gian Luigi Berti übernommen. Der Bereich Finanzen wurde ein selbständiges Ressort, geführt von einem Vice Segretario per le Finanze, Pietro Gianecchi.
Im Dezember 1961 schieden Piva und Savoretti aus dem Kabinett aus, dies führte zu einer Kabinettsumbildung. Außenminister Bigi erhielt die Zuständigkeit für Industrie. Der neue Innenminister Berti war zusätzlich für Arbeit, Handwerk und Handel verantwortlich. Casali erhielt das Bildungs- und Justizministerium des ausgeschiedenen Piva, Kommunikationsminister Pietro Reffi wechselte ins Tourismusministerium, Gesundheitsminister Montironi übernahm das Kommunikationsressort. Della Balda erhielt die Zuständigkeit für Soziales. Gesundheitsminister wurde Galassi, der am 1. August 1963 durch Eusebio Reffi ersetzt wurde.